# Там, де нас нема (пісня)
«Там, де нас нема» — композиція з однойменного альбому гурту «Океан Ельзи» (1998). На диску є дві версії пісні: звичайний варіант і ремікс, який зробив діджей Євген Данілкін.

## Про пісню
Святослав Вакарчук написав цю пісню весною 1997 року, на кораблі в Києві, де був сніг і холод, а у Львові в цей час погода була гарна. Так і вийшло, що «там, де нас нема, там не падає зима…».
За цю композицію у 1999 гурт отримав нагороду «Золота жар-птиця» на фестивалі «Таврійські Ігри» у номінації «Найкраща пісня».
Також ця композиція увійшла до альбомів-збірок найкращих пісень гурту — «1221» (2006), «Вибране…» (2007) і «Океан Ельзи: The Best Of» (2010).

## Музичний відеокліп
Саме на цю пісню у 1998 році було знято перший професійний музичний відеокліп Океану Ельзи (до того львів'яни знімали неофіційні роботи лише у Львові — «В очах твоїх я небо бачу» та «Long time ago»), де музикантів по черзі показують у холодильнику. Цей кліп став першим серед українських відеокліпів, що були показані на каналі MTV.

## Учасники запису
У записі композиції брали участь:
| 1. Святослав Вакарчук — вокал 2. Павло Гудімов — гітара 3. Юрій Хусточка — бас-гітара 4. Денис Глінін — барабани | - Едуард Коссе — тамбурин |